# Šopot, Kroatien
Šopot är en ort i Kroatien.   Den ligger i länet Zadars län, i den södra delen av landet, 200 km söder om huvudstaden Zagreb. Šopot ligger 148 meter över havet och antalet invånare är 281.
Terrängen runt Šopot är platt söderut, men norrut är den kuperad. Runt Šopot är det glesbefolkat, med 8 invånare per kvadratkilometer. Närmaste större samhälle är Benkovac, 2,4 km öster om Šopot. Trakten runt Šopot består till största delen av jordbruksmark.